# Praia do Arraial
Praia do Arraial é uma praia brasileira localiza-se em João Pessoa, capital do estado da Paraíba. É uma praia para as pessoas que preferem lugares menos movimentados. Além disso, possui vegetação nativa preservada, uma faixa de areia dourada, o mar é calmo, de águas transparentes. É propício para o banho e prática de esportes náuticos, como Windsurf e jet ski.